# Sanktuarium Matki Bożej Pokrzyw

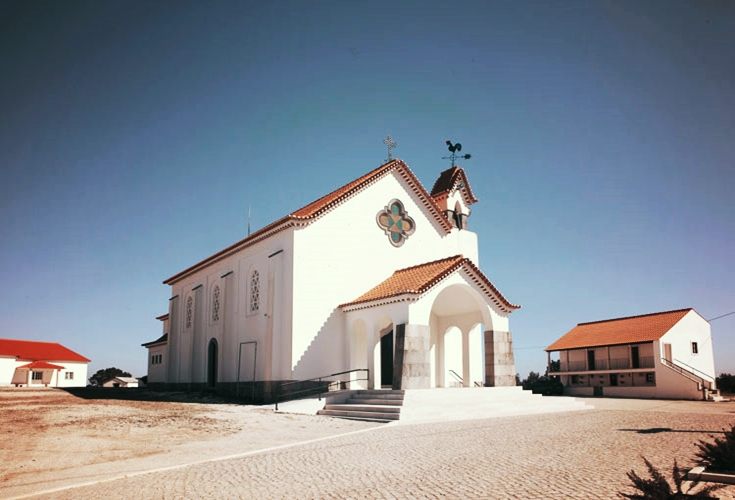
Sanktuarium Matki Bożej Pokrzyw

Sanktuarium Matki Bożej Pokrzyw (org. Santuário de Nossa Senhora da Ortiga) – sanktuarium maryjne znajdujące się w Fatimie, w Portugalii. Sanktuarium jest oddalone o 2 kilometry od fatimskiego kościoła parafialnego.

## Historia

Figurka Matki Bożej Pokrzyw

Według tradycji, budowę sanktuarium poprzedziło objawianie maryjne, którego w 1758 roku doznała głuchoniema szesnastoletnia dziewczyna wypasająca owce na pobliskich wzgórzach. Dziewczyna nie wiedziała z początku, że stoi przed Matką Bożą. Sądziła, że rozmawia z przygodną nieznajomą kobietą, która określiła jako „Pani”. Jednak w wyniku spotkania z „Panią” dziewczynka zaczęła mówić. Uzdrowienie nastąpiło, kiedy dziewczyna tłumaczyła Pani, że nie może spełnić jej prośby – oddania jednej z owiec, gdyż owce należą do jej rodziców. Obiecała jednak udać się do ojca i zapytać o zgodę.
Rodzice byli zdumieni i szczęśliwi, gdy usłyszeli, że ich córka płynnie mówi. Zgodzili się spełnić każde życzenie Nieznajomej. Kiedy pasterka wróciła na miejsce objawienia, Matka Boża poleciła, aby w podzięce za cud wybudowano we wsi kaplicę.  
Niedługo potem, w miejscu, gdzie doszło do wyjątkowego spotkania, znaleziono figurę Matki Bożej. Choć odniesiono ją do jednego z lokalnych kościołów, figurka znikała, aby ponownie można było ją odnaleźć w tym samym miejscu – w pokrzywach. Właśnie stąd pochodzi nazwa, która dała nazwę sanktuarium: Ortiga (pokrzywa). Dziś figura znajduje się w jego ołtarzu.
W miejscu objawienia Matki Bożej, zgodnie z jej życzeniem powstałą mała kaplica, która z czasem została powiększona, stając się sanktuarium.
W 1801 roku papież Pius VII udzielił odpustu zupełnego (z okazji zakończenia Roku Jubileuszowego 1800) wszystkim pielgrzymom, którzy odwiedzają wspomniane sanktuarium maryjne w pierwszą niedzielę lipca i dwa kolejne dni.